# Carl Dauw
Carl Christian Ludvig Dauw (født 5. februar 1889 i København) var julemand i Magasin du Nord i næsten 30 år fra 1932.

Varehusjulemanden havde sin danske debut i Magasin du Nord på Kongens Nytorv i 1932. Carl Dauw, som var kontorbud og en mand af statur som Santa Claus, fik 100 kroner ekstra for at gå rundt i julemandskostume og sælge chokolade til kunderne. Dauw fandt selv, at det var forkert, at julemanden skulle sælge og foreslog i stedet, at man fik fremstillet ønskesedler, der skulle udfyldes af børnene. Det blev en succes, og i de næste 30 år var Carl Dauw varehus-julemand i Magasin du Nord.
I TV 2s julekalender Pyrus Alletiders Julemand fra 1997 handler det 20. afsnit (20. december) om Carl Dauw. Rollen som Carl Dauw (varehus-julemand) spilles af Lars Lohmann.